# Katarzyna Stachowicz
Katarzyna Karolina Stachowicz z domu Prasałek (ur. 18 lipca 1977 w Sosnowcu) – polska polityk, urzędniczka samorządowa i marketingowiec, posłanka na Sejm VII i X kadencji.

## Życiorys
W 2001 uzyskała magisterium z filologii polskiej na Wydziale Filologicznym Uniwersytetu Śląskiego w Katowicach. Odbyła również studia podyplomowe z funduszy europejskich w Wyższej Szkole Biznesu w Dąbrowie Górniczej. W 2018 ukończyła studia Master of Business Administration, uzyskała też dyplom Ernst & Young Academy of Business.
Od 2002 do 2010 była zatrudniona jako dyrektor biura poselskiego Grzegorza Dolniaka, a od 2004 do 2011 także jako pracownik biura eurodeputowanej Małgorzaty Handzlik. Jednocześnie związana zawodowo z urzędem gminy Łazy i urzędem miasta Chorzowa, gdzie została główną specjalistką ds. promocji i rozwoju. Pracowała również w Biurze Obsługi Posłów w Kancelarii Sejmu RP, jako kierownik działu promocji i informacji w Koksowni Przyjaźń oraz od 2013 jako zastępca szefa działu komunikacji w JSW KOKS.
Od 2018 do 2019 pełniła funkcje zastępcy dyrektora Departamentu Promocji i Komunikacji Społecznej w Górnośląsko-Zagłębiowskiej Metropolii w Katowicach. W 2019 została prezesem zarządu spółki akcyjnej RPWIK w Zawierciu oraz przewodniczącą rady nadzorczej w Wojkowickich Wodach Sp. z o.o.
W wyborach w 2011 bez powodzenia kandydowała z listy Platformy Obywatelskiej do Sejmu w okręgu sosnowieckim, otrzymując 4263 głosy. W 2014 startowała do rady miejskiej w Dąbrowie Górniczej z ramienia lokalnego komitetu wyborczego. 19 grudnia 2014 objęła mandat poselski w miejsce Wojciecha Saługi, który został marszałkiem województwa. W Sejmie VII kadencji zasiadła w Komisji Gospodarki oraz Komisji Kultury i Środków Przekazu. W 2015 nie ubiegała się o reelekcję. W 2018 z listy Koalicji Obywatelskiej uzyskała mandat radnej sejmiku śląskiego, zdobywając 19 704 głosy. W wyborach w 2023 bezskutecznie kandydowała ponownie do Sejmu. W 2024 utrzymała mandat radnej województwa na kolejną kadencję (dostała 52 394 głosy). 22 maja 2024 objęła mandat posłanki X kadencji, zastępując w Sejmie ponownie Wojciecha Saługę (również w związku z objęciem przez niego urzędu marszałka województwa). W Sejmie X kadencji weszła w skład w Komisji Zdrowia oraz Komisji Regulaminowej, Spraw Poselskich i Immunitetowych. W tym samym roku z ramienia KO bez powodzenia startowała w wyborach do Parlamentu Europejskiego z okręgu nr 11.

## Życie prywatne
Mężatka i matka dwójki dzieci. W 2016 zachorowała na nowotwór piersi, zaangażowała się w działania na rzecz uczynienia zabiegu mastektomii bezpłatnym. Jej akcja „Pokonaj Raka Piersi” przyczyniła się do zmian przepisów, dzięki czemu podwójna profilaktyczna mastektomia w Polsce stała się refundowana. Za działalność społeczną i charytatywną została uznana „Osobowością Roku 2018” w Dąbrowie Górniczej, a także „Osobowością Roku 2018 Województwa Śląskiego”.

## Wyniki w wyborach ogólnopolskich
| Wybory | Komitet wyborczy                | Komitet wyborczy      | Organ             | Okręg          | Wynik          |
| ------ | ------------------------------- | --------------------- | ----------------- | -------------- | -------------- |
| 2011   |                                 | Platforma Obywatelska | Sejm VII kadencji | nr 32          | 4263 (1,52%)   |
| 2023   |                                 | Koalicja Obywatelska  | Sejm X kadencji   | nr 32          | 10 060 (2,66%) |
| 2024   | Parlament Europejski X kadencji | Koalicja Obywatelska  | nr 11             | 14 559 (1,59%) |                |